# Liste de nébuleuses
Pour un article plus général, voir Nébuleuse.
Voici une liste de nébuleuses, classée en fonction de leur nom, de leur type, de leur année de découverte et de leur constellation.

## Liste
| Nom                                                                                             | Désignation courante | Constellation              | Type                                      | Année de découverte | Description |
| ----------------------------------------------------------------------------------------------- | -------------------- | -------------------------- | ----------------------------------------- | ------------------- | --- |
| Nébuleuse du Crabe                                                                              | M1                   | Taureau                    | Rémanent de supernova                     | 1054                | L'une des nébuleuses les plus connues du ciel. Reste d'une explosion de la supernova SN 1054 survenue à cet endroit et observée en l'an 1054 par les astronomes chinois. |
| Nébuleuse d'Orion                                                                               | M42, NGC 1976        | Orion                      | Nébuleuse diffuse et obscure              | 1610                | Grande nébuleuse pouponnière d'étoiles, la plus proche de la Terre et la plus brillante. Visible à l’œil nu pour un œil entraîné. Voisine de la boucle de Barnard et de la nébuleuse de la Tête de Cheval.                                                                                           |
| Nébuleuse de la Tête de Cheval                                                                  | Barnard 33           | Orion                      | Nébuleuse obscure                         | 1888                | Située à environ 1 500 années-lumière. |
| Boucle de Barnard                                                                               | Sh 2-276             | Orion                      | Nébuleuse en émission                     | 1895                | Située à environ 1 600 années-lumière. |
| Nébuleuse de l'Aigle                                                                            | M16                  | Serpent                    | Région HII                                | 1746                | Distante de 7 000 années-lumière, cette nébuleuse recouvre un amas ouvert. |
| Nébuleuse de la Lagune                                                                          | M8                   | Sagittaire                 | Nébuleuse diffuse                         | 1747                | Lorsque la température le permet elle est parfois visible à l'œil nu.[Quoi ?] La nébuleuse de la Lagune est un nuage d'hydrogène et de poussières éclairé par une supergéante bleue. Sa dimension est de 110 années-lumière sur une distance de 5 500 années-lumière.                                |
| Nébuleuse Oméga                                                                                 | M17                  | Sagittaire                 | Nébuleuse en émission                     | 1746                | Appelée également nébuleuse du Cygne, du Fer à cheval ou du Homard, M17 est située à environ 5 500 années-lumière de la Terre et a un diamètre de 55 années-lumière. Sa couleur rouge est due à l'hydrogène ionisé dont elle est composée.                                                           |
| Nébuleuse Trifide                                                                               | M20                  | Sagittaire                 | Nébuleuse diffuse                         | 1750                | Surnommée aussi nébuleuse du Trèfle, elle se situe à environ 5 200 années-lumière. |
| Nébuleuse de l'Haltère                                                                          | M27                  | Petit Renard               | Nébuleuse planétaire                      | 1764                | Elle est probablement l'une des nébuleuses les plus populaires, c'est la première nébuleuse planétaire à avoir été découverte, par Charles Messier. Elle serait âgée d'environ 3 000 à 4 000 ans. Elle est à environ 1 200 années-lumière de la Terre.                                               |
| Nébuleuse de De Mairan                                                                          | M43                  | Orion                      | Nébuleuse diffuse                         | 1731                | Située à 1 600 années-lumière, elle fait partie de la nébuleuse d'Orion. Elle a été découverte par Jean-Jacques Dortous de Mairan. |
| Nébuleuse de la Lyre                                                                            | M57                  | Lyre                       | Nébuleuse planétaire                      | 1645                | Également appelée nébuleuse de l'Anneau, elle est située à environ 2 300 années-lumière. Elle fait partie des nébuleuses planétaires les plus populaires du catalogue Messier, mais elle a été découverte par Antoine Darquier de Pellepoix.                                                         |
| Nébuleuse du petit Haltère                                                                      | M76 ou NGC 650       | Persée                     | Nébuleuse planétaire                      | 1780                | Située à 1 700 années-lumière, elle a été découverte par Pierre Méchain. À l'époque elle aurait reçu deux numéros (NGC 650 et NGC 651) étant soupçonnée d'être une nébuleuse double du fait du contact de ses composantes supposées.                                                                 |
|                                                                                                 | M78, NGC 2068        | Orion                      | Nébuleuse diffuse                         | 1780                | Ce serait la nébuleuse diffuse la plus brillante du ciel, située à environ 1 700 années-lumière de la Terre. |
| Nébuleuse du Hibou                                                                              | M97, NGC 3587        | Grande Ourse               | Nébuleuse planétaire                      | 1781                | La distance de cette nébuleuse à notre système solaire est estimée entre 1 300 et 8 000 années-lumière. Vue de la Terre, elle ressemble à la tête d'un hibou. |
| Nébuleuse nœud de cravate                                                                       | NGC 40               | Céphée                     | Nébuleuse planétaire                      | 1788                | Elle serait composée de gaz chaud éjecté par l'étoile mourante située au centre de la nébuleuse. D'ici 30 000 ans, on estime qu'elle aura disparu pour laisser la place à une naine blanche. |
| Nébuleuse du Crâne                                                                              | NGC 246              | Baleine                    | Nébuleuse planétaire                      | 1785                | Aussi nommée Caldwell 56, elle est à environ 1 600 années-lumière de la Terre. Il y aurait au centre de cette nébuleuse une naine blanche, HIP 3678. |
| Nébuleuse Pac-Man                                                                               | NGC 281              | Cassiopée                  | Région HII                                | 1881                | Elle tient son nom de sa ressemblance avec le personnage du jeu d'arcade Pac-Man. |
| Nébuleuse du Triangle                                                                           | NGC 604              | Triangle                   | Région HII/Nébuleuse en émission          | 1784                | Faisant partie de la galaxie du Triangle, elle serait la plus grande nébuleuse jamais observée. |
|                                                                                                 | NGC 896              | Cassiopée                  | Nébuleuse diffuse                         | 1787                | |
| Nébuleuse de Mérope                                                                             | NGC 1435             | Taureau                    | Nébuleuse par réflexion                   | 1886                | Autour de Mérope, étoile membre de l'amas des Pléiades |
| Nébuleuse de Maïa                                                                               | NGC 1432             | Taureau                    | Nébuleuse par réflexion                   | 1885                | Située autour de l'étoile Maïa, membre de l'amas des Pléiades. |
|                                                                                                 | NGC 1491             | Persée                     | Nébuleuse en émission                     | 1790                | Elle tient sa coloration rouge foncé en raison de nombreuses étoiles massives qui y sont intégrées, produisant de grandes quantités de rayonnement ultraviolet et ionisant l'hydrogène gazeux qui constitue la nébuleuse.                                                                            |
| Nébuleuse Californie                                                                            | NGC 1499             | Persée                     | Nébuleuse en émission                     | 1885                | Difficilement observable à cause de sa faible magnitude surfacique, elle demeure très intéressantes à observer. Elle est située à environ 1 500 années-lumière de la Terre. |
| Nébuleuse de l'Huître                                                                           | NGC 1501             | Constellation de la Girafe | Nébuleuse planétaire                      | 1787                | |
| Nébuleuse de la boule de cristal                                                                | NGC 1514             | Taureau                    | Nébuleuse planétaire                      | 1790                | L'image de la nébuleuse planétaire prise dans l'infrarouge par le satellite WISE montre que la nébuleuse est constituée d'une paire d'anneaux dont la l'existence s'explique par la présence d'un système binaire d'étoiles vieillissantes au centre de la nébuleuse.                                |
|                                                                                                 | NGC 1535             | Éridan                     | Nébuleuse planétaire                      | 1785                | |
| Nébuleuse de Hind                                                                               | NGC 1555             | Taureau                    | Nébuleuse diffuse                         | 1852                | |
| Trifide du nord                                                                                 | NGC 1579             | Persée                     | Nébuleuse diffuse                         | 1788                | |
|                                                                                                 | NGC 1788             | Orion                      | Nébuleuse diffuse                         | 1786                | |
| Nébuleuse de la Tête de Sorcière                                                                | IC 2118              | Éridan                     | Nébuleuse par réflexion                   | 1786                | Difficilement observable même à l'aide d'un instrument, il a quand même été possible de la photographier et de la numériser. |
|                                                                                                 | NGC 1931             | Cocher                     | Nébuleuse en émission et réflexion        | 1793                | Elle se trouve à proximité de M36. |
|                                                                                                 | NGC 1985             | Cocher                     | Nébuleuse par réflexion                   | 1790                | |
|                                                                                                 | NGC 1999             | Orion                      | Nébuleuse par réflexion                   | 1785                | |
|                                                                                                 | NGC 2014, Heinze 55  | Dorade                     | Nébuleuse en émission                     | 1826                | Nébuleuse située dans le Grand Nuage de Magellan. |
|                                                                                                 | NGC 2022             | Orion                      | Nébuleuse planétaire                      | 1785                | |
|                                                                                                 | NGC 2023             | Orion                      | Nébuleuse par réflexion                   | 1888                | Situé dans la nébuleuse d'Orion, elle est visible avec un équipement simple, juste sous l'étoile la plus à l'ouest de la ceinture d'Orion. Elle est située à 1 500 années-lumière de la Terre. |
| Nébuleuse de la Flamme                                                                          | NGC 2024             | Orion                      | Nébuleuse diffuse                         | 1786                | |
| Nébuleuse de la Tarentule                                                                       | NGC 2070             | Dorade                     | Nébuleuse en émission                     | 1751                | L'une des nébuleuses les plus étendues connues à ce jour, elle se situe dans le Grand Nuage de Magellan. |
|                                                                                                 | NGC 2071             | Orion                      | Nébuleuse par réflexion                   | 1786                | |
| Nébuleuse de la Tête de fantôme                                                                 | NGC 2080             | Dorade                     | Nébuleuse en émission                     | 1834                | Située dans le Grand Nuage de Magellan. |
| Nébuleuse de la Tête de singe                                                                   | NGC 2174             | Orion                      | Nébuleuse en émission                     | 1857                | Il est probable que cette nébuleuse ait été observée par l'astronome sicilien Giovanni Battista Hodierna avant l'an 1654. |
| Nébuleuse de la Rosette                                                                         | NGC 2237             | Licorne                    | Région HII                                | 1865                | Située à environ 5 000 années-lumière. |
| Nébuleuse variable de Hubble                                                                    | NGC 2261             | Licorne                    | Nébuleuse variable                        | 1783                | |
| Nébuleuse de l'Arbre de Noël ou Nébuleuse du Cône et Nébuleuse de la fourrure de renard(partie) | NGC 2264             | Licorne                    | Nébuleuse en émission + Nébuleuse obscure | 1785                | Située à environ 2 600 années-lumière. |
|                                                                                                 | NGC 2346             | Licorne                    | Nébuleuse planétaire                      | 1790                | |
| Nébuleuse du casque de Thor                                                                     | NGC 2359             | Grand Chien                | Nébuleuse en émission                     | 1785                | |
| Nébuleuse de l'Esquimau                                                                         | NGC 2392             | Gémeaux                    | Nébuleuse planétaire et bipolaire         | 1787                | Située à environ 3 750 années-lumière. |
|                                                                                                 | NGC 2438             | Poupe                      | Nébuleuse planétaire                      | 1786                | NGC 2438 est doté d'un double halo. Le halo le plus externe vient probablement des premières phases d'expansion de l'étoile, alors que la portion centrale plus brillante s'est sans doute été formée lors de la mort de la géante rouge lorsqu'elle s'est effondrée pour devenir une naine blanche. |
|                                                                                                 | NGC 2440             | Poupe                      | Nébuleuse planétaire                      | 1790                | |
| Nébuleuse du Crayon                                                                             | NGC 2736             | Voiles                     | Rémanent de supernova                     | 1835                | |
| Nébuleuse australe de l'Anneau                                                                  | NGC 3132             | Voiles                     | Nébuleuse planétaire                      | 1835                | Située à environ 2 000 années-lumière. |
| Nébuleuse fantôme de Jupiter                                                                    | NGC 3242             | Hydre                      | Nébuleuse planétaire                      | 1785                | Située à environ 2 000 années-lumière. |
|                                                                                                 | NGC 4361             | Corbeau                    | Nébuleuse planétaire                      | 1785                | |
|                                                                                                 | NGC 5189             | Mouche                     | Nébuleuse planétaire                      | 1826                | |
|                                                                                                 | NGC 5882             | Loup                       | Nébuleuse planétaire                      | 1834                | |
|                                                                                                 | NGC 6058             | Hercule                    | Nébuleuse planétaire                      | 1787                | |
| Dragons combattants de l'Autel                                                                  | NGC 6188             | Autel                      | Nébuleuse par réflexion                   | 1836                | |
| Caldwell 82                                                                                     | NGC 6193             | Autel                      | Amas ouvert                               | 1826                | |
| Nébuleuse de la Tortue                                                                          | NGC 6210             | Hercule                    | Nébuleuse planétaire                      | 1825                | |
| Nébuleuse du Papillon ou Nébuleuse de l'Insecte                                                 | NGC 6302             | Scorpion                   | Nébuleuse planétaire bipolaire            | 1880                | Située à environ 3 400 années-lumière. |
| Nébuleuse de la Boîte                                                                           | NGC 6309             | Ophiuchus                  | Nébuleuse planétaire                      | 1876                | |
| Nébuleuse de la Patte de Chat                                                                   | NGC 6334             | Scorpion                   | Nébuleuse en émission                     | 1837                | Située à environ 5 500 années-lumière. |
|                                                                                                 | NGC 6357             | Scorpion                   | Nébuleuse diffuse                         | 1837                | Située à environ 6 500 années-lumière. |
| Nébuleuse du Petit Fantôme                                                                      | NGC 6369             | Ophiuchus                  | Nébuleuse planétaire                      | 1784                | |
| Nébuleuse de la Petite pierre précieuse                                                         | NGC 6445             | Sagittaire                 | Nébuleuse planétaire                      | 1786                | |
| Nébuleuse du Sablier                                                                            | MyCn18               | Mouche                     | Nébuleuse planétaire                      | Entre 1918 et 1924  | Située à environ 8 000 années-lumière. |
| Nébuleuse des Néréides                                                                          | SNR G107.5-5.2       | Cassiopée                  | Rémanent de supernova                     | 2023                | L'une des nébuleuses les plus grandes du ciel. Reste d'une explosion d'une supernova. |